# Église Sant'Atanasio a Via Tiburtina
L'église Sant'Atanasio a Via Tiburtina est une église paroissiale de Rome située via Achille Benedetti dans le quartier Pietralata. Construite dans la seconde moitié du XXe siècle, elle est dédiée à Athanase d'Alexandrie.

## Historique
L'église fut construite vers 1950 sur les plans de l'architecte Ernesto Vichi et consacrée par le cardinal Clemente Micara le 11 mars 1961.
Depuis le 28 juin 1991, elle abrite le titre cardinalice Sant'Atanasio a Via Tiburtina institué par le pape Jean-Paul II.